# Агатирси
Агатирси или Агатирзи су били народ Скитског или Трачког поријекла. Живјели су почетком историјске ере око данашње ријеке Мориш (Банат, Ердељ), а касније у крајевима јужне Русије. Остаци њихове културе нађени су и у Винчи. За вријеме Даријевих похода на Ските нису учествовали у борбама против Персијанаца. Агатирси су се више пута сукобљавали са Дачанима, а после једног већег окршаја били су потиснути на сјевер. Према античким изворима живјели су раскошно, а посебно су цијенили злато које су посједовали у великим количинама и којим су украшавали тијела. Жене су им биле заједничке.
Агатирси су били први познати становници подручја данашње Војводине. Њима су вероватно били подређени Бачка и Срем. Први подаци о Агатирсима датирају из краја 6. века п. н. е. а последњи спомен се везује за 2. век нове ере. Агатирси су потиснути са подручја данашњег Баната у 4. веку п. н. е.